# Jo’aw Szamir
Jo’aw Szamir (hebr.: יואב שמיר, ang.: Yoav Shamir, ur. w listopadzie 1970 w Tel Awiwie) – izraelski reżyser filmów dokumentalnych i operator filmowy. Najbardziej znany z filmu Dezinformacja (2009). Bezkompromisowy punkt widzenia na politykę Izraela prezentowany w filmach stał się głównym powodem krytyki jego twórczości i przyczynił się do oskarżeń o antysemityzm.

## Życiorys
Urodził się w listopadzie 1970 w Tel Awiwie. Został absolwentem historii i filozofii na Uniwersytecie Telawiwskim ze stopniem B.A. (ang. Bachelor of Arts) (odpowiednik licencjatu). Następnie uzyskał tytuł MFA z wyróżnieniem (ang. Master of Fine Arts) w dziedzinie kinematografii.
Po sukcesie filmu Checkpoint (2003) był określany przez amerykańskich dziennikarzy jako izraelski Mel Gibson i został oskarżony o antysemityzm. To zainspirowało go do przyjrzenia się tematyce współczesnego antysemityzmu i wyreżyserowania filmu Dezinformacja (2009).
Za swoje filmy otrzymał wiele nagród na niezależnych festiwalach filmowych w tym m.in.: dla najlepszego filmu dokumentalnego na Międzynarodowym Festiwalu Filmów Dokumentalnych w Amsterdamie, dla najlepszego międzynarodowego filmu dokumentalnego na Hot Docs Canadian International Documentary Festival w Toronto oraz Nagrodę Golden Gate na Międzynarodowym Festiwalu Filmowym w San Francisco.
Film 10%: What Makes a Hero? (pol. 10%: Co czyni bohaterem?) skupia się na założeniu, że zdecydowana mniejszość ludzi, mniej niż 10% zawsze będzie walczyć, bez względu na okoliczności.

## Filmografia
- Marta and Luis (2001)
- Checkpoint (2003)
- 5 Days (2005)
- Flipping Out (2007)
- Dezinformacja (2009)
- Full Gas (2010)
- 10%: What Makes a Hero? (2013)